# 20세기 전기목록
《20세기 전기목록》(일본어: 二十世紀電氣目録 니줏세키 덴키모쿠로쿠[*])은 유키 히로가 쓴 일본의 라이트 노벨이다. 일러스트는 이케다 카즈미, 미술·배경은 하세 모모카가 담당한다. 2018년 8월 10일에 교토 애니메이션의 KA에스마 문고에서 간행하였다. 제8회 교토 애니메이션 대상 장편 소설 부문 장려상을 수상했다. 2018년 7월 27일에 교토 애니메이션에서 애니메이션화가 발표되었다.
2017년에 개최된 제8회 교토 애니메이션 대상의 유일한 수상작이다. 교토 애니메이션 대상은 예전보다 엄격한 심사 기준으로 알려져 있으며, 제3회 및 제6회에서는 모든 상에서 수상작 없음이 되는 등, 매회 반드시 수상작이 있는 것은 아니다. 2009년의 상 발족 이래, 전부문 중 대상을 수상한 것은 《바이올렛 에버가든》뿐이다.
교토 애니메이션은 2018년 7월에 본작의 문고본의 발매와 애니메이션화를 발표하고, 같은 해 8월 9일에 15초와 30초의 CM 2종을 공개했지만, 구체적인 내용은 아직 공개되지 않았다.

## 등장인물
사카모토 키하치(坂本 喜八)
본작의 남성 주인공. 15세. 전기를 각별히 사랑해, 어린 시절에 전기 발명품의 예언서 '전기목록'을 저술했다. 앞으로는 전기의 시대라고 믿고 멈추지 않고 신불을 부정한다. 친가는 오쓰에 있는 절이지만, 그 부정에서 절의 주직을 맡는 아버지와 싸움을 한 것으로 가출을 하고, 현재는 삼촌이 경영하는 교토의 봉래불구점에서 일하고 있다.
모모카와 이나코(百川 稲子)
본작의 여성 주인공. 15세. 교토의 주조인 모모카와 주조의 차녀. 적극적이지만, 그 성격으로부터 아버지에게 꾸짖음을 당하는 일이 많다. 다재다능한 누나와의 비교에서, 자신에 대한 비관과 동시에 그 외모에 대한 동경을 안고 있다. 신불을 믿고 멈추지 않고, 뭔가 고민이 있으면 자주 신사로 발길을 옮긴다.
모모카와 노리코(百川 規子)
이나코의 언니. 20세. 모모카와 주조의 장녀. 이나코와는 대조적으로 뭐든지 소화해내고, 그 외모도 이나코의 동경대상이다. 약혼자에 소꿉친구인 쿠가가 있지만, 자주 말다툼을 한다.
쿠가 켄고(陸 健吾)
노리코의 약혼자. 24세. 노리코와는 개와 원숭이의 사이이며, 결혼도 보류중이다. 이나코와의 사이는 양호하다.
사카모토 세이로쿠(坂本 清六)
키하치의 형. 키하치와 비슷한 신불에 대한 의심이 있다. 키하치가 전기에 흥미를 가진 것은 세이로쿠에 의한 것이다.

## 용어
《전기목록》
주인공 키하치가 어린 시절에 작성한, 미래에 발명될 전기의 발명품을 망상한 예언서다. 한때 키하치의 아버지에게 불타오르게 되어 있던 곳을, 형 세이로쿠가 맡게 되어, 이후 행방을 모르고 있다.

## 책 정보
| 권수 | 제목            | KA에스마 문고   | KA에스마 문고          |
| 권수 | 제목            | 발매일          | ISBN                   |
| ---- | --------------- | --------------- | ---------------------- |
| 1    | 20세기 전기목록 | 2018년 8월 10일 | ISBN 978-4-907064-88-4 |

## TV 애니메이션
2018년 7월에 TV 애니메이션이 발표되었다.

## 같이 보기
- 교토 애니메이션
- KA에스마 문고